# یواس‌اس واکس‌ساو (۱۸۶۵)
یواس‌اس واکس‌ساو (۱۸۶۵) (به انگلیسی: USS Waxsaw (1865)) یک کشتی بود که طول آن ۲۲۵ فوت (۶۹ متر) بود. این کشتی در سال ۱۸۶۵ ساخته شد.